# Ayora (kommun)
Ayora är en kommun i Spanien.   Den ligger i provinsen Província de València och regionen Valencia, i den östra delen av landet, 280 km sydost om huvudstaden Madrid. Antalet invånare är 5 441.